# Iwogumoa montivaga
Iwogumoa montivaga är en spindelart som först beskrevs av Wang och Ono 1998.  Iwogumoa montivaga ingår i släktet Iwogumoa och familjen mörkerspindlar.
Artens utbredningsområde är Taiwan. Inga underarter finns listade i Catalogue of Life.